# ソフトマター
ソフトマター（英: Soft matter）とは、高分子、液晶、コロイド（エマルション、ゾルなど）、生体膜、生体分子（蛋白質、DNAなど）などの柔らかい物質の総称。ソフトマテリアル(Soft material)とも言う。これらの物質では、当該物質を構成する単位が複雑な形、構造を持ち、その内部自由度も大きいことが特徴として挙げられる。ソフトマターを扱う物性物理学をソフトマター物理学と呼ぶ。ソフトマター物理学は、伝統的な物性物理学と化学、生物学との境界領域にある。

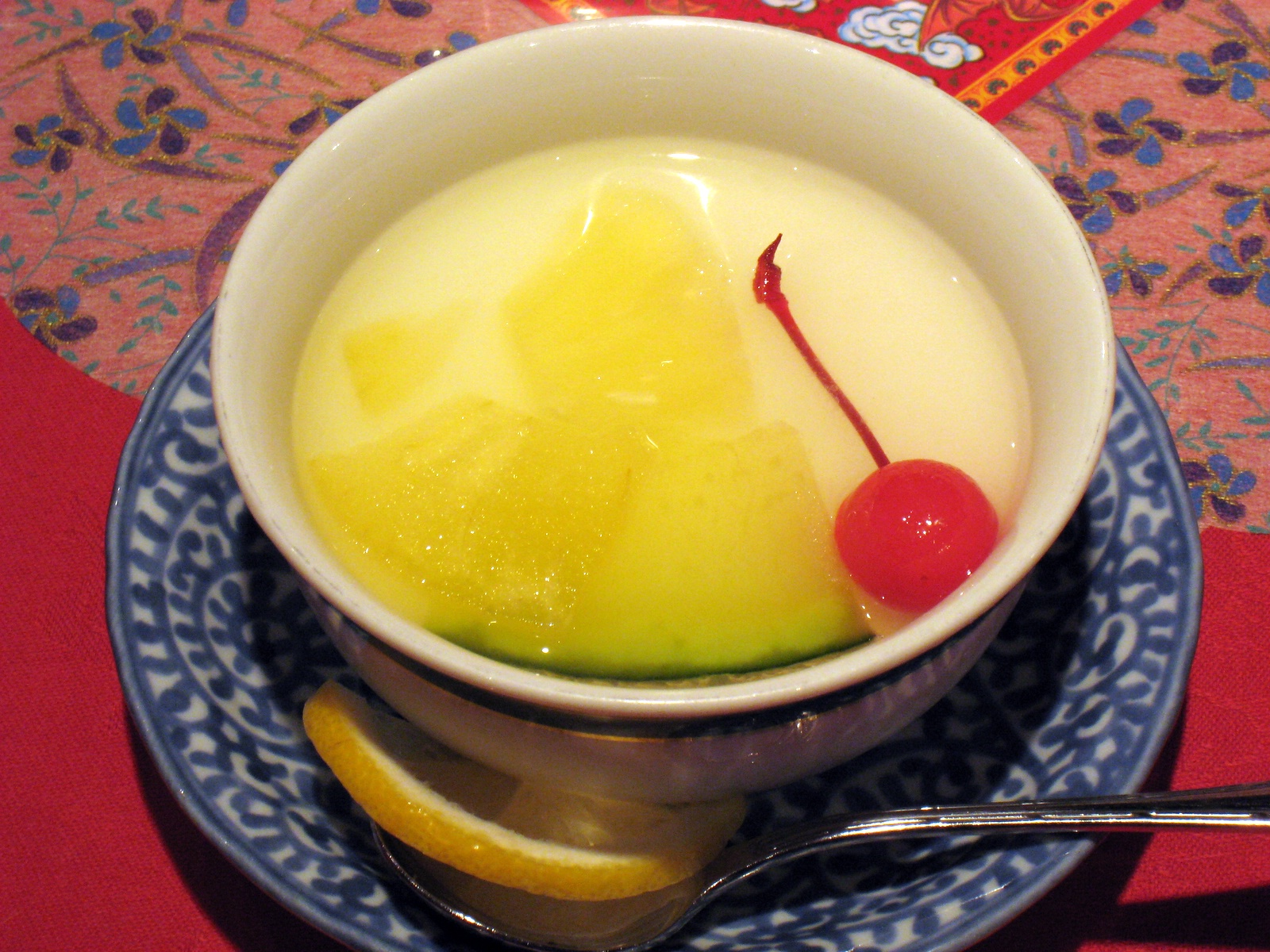
ゼリーは身近なソフトマターである。

## 特徴
ソフトマターは高分子、液晶、コロイド、界面活性剤など様々な物質を指すが、ソフトマターの構成単位は巨大分子または分子の大きな集合であることを共通とする。このような巨大分子または分子の大きな集合では固体結晶で見られるような3次元の長距離的秩序がないが、液体と同程度の局所的な秩序は必ず存在する。そのスケールは数ナノメートルから数百ナノメートル程度のメゾスコピック領域である。長距離秩序がないため、剛性率が固体よりも小さく、外力に対しての応答が大きく粘弾性を示すことも多い。それが「ソフト」な物性を示す一因である。
運動エネルギーの観点からみて「やわらかい」、「固い」という性質は、大雑把にいうと前者が分子運動エネルギー{\displaystyle k_{B}T}に近く、後者が{\displaystyle k_{B}T}よりもはるかに小さいと特徴づけることができる。つまり、外部刺激にたいして大きな内部自由度をもちゆっくりとした応答を示す。
ソフトマターの大きな特徴のひとつに力学的振舞いが変形の速度に依存することがあげられる。すなわち、ソフトマターのほとんどは、変形の速度が大きいと流動的に振舞うのに対し、変形の速度が小さいと弾性的に振舞うのである（粘弾性）。具体的な例を挙げると、皿にのったゼリーを指でそっと触れば、ゼリーから反発力を感じる。このとき、指を離せばゼリーはもとの形に戻る（弾性）。しかし、強く指を押し付けると、指はゼリーにつきささり、指を離してもゼリーの形は元に戻らない（粘性）。

## 由来
「ソフトマター」ということばが使われる以前からコロイドや高分子や液晶を対象とした研究が盛んであったが、これらを統一する概念としてソフトマターという言葉が生まれた。この「ソフトマター」という言葉がいつから用いられるようになったかは正確にはわからないが、少なくとも1992年には、ノーベル物理学賞受賞者であるピエール＝ジル・ド・ジェンヌによって、この言葉が用いられている。ド・ジェンヌはノーベル賞受賞の際に「ソフトマター」というタイトルの受賞講演を行い、これにより「ソフトマター」という言葉が広がり、定着していった。